# راجر بلندفورد
راجر بلندفورد FRS , FRAS که (انگلیسی: Roger Blandford؛ زادهٔ ۲۸ اوت ۱۹۴۹) دانشمند در زمینهٔ اخترفیزیک اهل بریتانیا است. او یک اخترفیزیکدان نظری بریتانیایی است که بیشتر به خاطر کارهایش روی سیاهچاله‌ها مشهور است.
وی همچنین برندهٔ جوایزی همچون جایزه دنی هینمن در اخترفیزیک، مدال ادینگتون، همکار انجمن سلطنتی، کمک‌هزینه گوگنهایم، و مدال طلائی انجمن سلطنتی اختر شناسان شده‌است.

## پست‌ها
بلاندفورد یکی از اعضای انجمن سلطنتی، عضو آکادمی ملی علوم ایالات متحده، همکار انجمن سلطنتی و عضو فرهنگستان هنر و علوم آمریکا است. وی در حال حاضر استاد Luke Blossom در دانشکده علوم انسانی و علوم در دانشگاه استنفورد، استاد فیزیک در دانشگاه استنفورد و در آزمایشگاه ملی شتاب‌دهنده اسلک (Linear Accelerator Center SLAC) است. وی از سال ۲۰۰۳ تا ۲۰۱۳ مدیر پهونگ و آدل چن، مؤسسه کاولی برای اخترفیزیک و کیهان‌شناسی ذرات بود.